# Schiedel Skorstene A/S
Schiedel Skorstene A/S er en producent af skorstens- og ventilationssystemer med et hovedkvarter i Vienna, Østrig. Schiedel tilbyder keramiske skorstene, stål skorstene, pejse samt ventilationssystemer.  
Virksomheden har 26 fabrikker (7 centrale fabrikker og 19 lokale fabrikker) i 26 lande, og omtrent 1,500 medarbejdere på verdensplan.

## Historien
Schiedel Skorstene var oprindeligt en dansk virksomhed ved navn Isokern. Virksomheden blev skabt i 1950 af Reinholdt Christensen, men blev sidenhen opkøbt af den tyske virksomhed Schiedel. Det skete i 2001, og indtil da havde Isokern selv produceret delene til skorstenene.
Schiedel Skorstene hører under den franske milliardkoncern Monier (tidligere kendt som Lafarge Roofing), der producere byggematerialer til skråtage samt til tage, skorstene og ventilationssystemer, med arbejdsområder i 42 lande fordelt på 4 kontinenter. Efter Schiedel udvidede til Nord Amerika havde virksomheden i 2009 en samlet omsætning på ca. 200 millioner Euro.

## Produkter
Schiedel Skorstene producere keramiske og stålskorstene til industrien samt systemer, der er mere velegnede til beboelse. Specielt de senere år har der været et fokus på at kunne tilbyde løsninger til individuelle klimaer. På denne måde er det blevet muligt at udvide sig geografisk, og klare flere udfordringer i forhold til varme, kulde og andre faktorer, der kan skabe problemer for skorstenssystemer. 
Hovedprodukterne er:
- keramiske skorstenssystemer: de keramiske skorstens systemer består af en indre keramisk foring, insulation og en stenblok omkring dem.
- stålskorstens systemer: Stålskorstens systemer til både indendørs og udendørs brug. Produkterne strækker fra enkelt-væggede, dobbelt-væggede og flexible systemer.
- ventilationssystemer: mekaniske og naturlige systemer.
- Pejse: åbne pejse og pejse indsats.

## Externe links
- http://www.schiedel.dk/
- http://www.monier.dk/

## References
Schiedel fakta og tal
1. ↑  "Schiedel Chimney Systems: Home". schiedel.com. Arkiveret fra originalen 21. april 2014. Hentet 2014-04-13.